# Day County
Day County ist ein County im Bundesstaat South Dakota der Vereinigten Staaten. Es liegt im Nordosten des Bundesstaates. Das U.S. Census Bureau hat bei der Volkszählung 2020 eine Einwohnerzahl von 5449 ermittelt. Das County wurde nach Merritt H. Day benannt, einem Politiker im Dakota-Territorium.

## Geographie
Der Bezirk hat eine Fläche von 2826 Quadratkilometern; davon sind 162 Quadratkilometer (5,74 Prozent) Wasserflächen. Er ist in 28 Townships eingeteilt: Andover, Bristol, Butler, Central Point, Egeland, Farmington, Grenville, Highland, Home, Independence, Kidder, Kosciusko, Liberty, Lynn, Morton, Nutley, Oak Gulch, Racine, Raritan, Rusk, Scotland, Troy, Union, Valley, Waubay, Webster, Wheatland und York.

## Geschichte

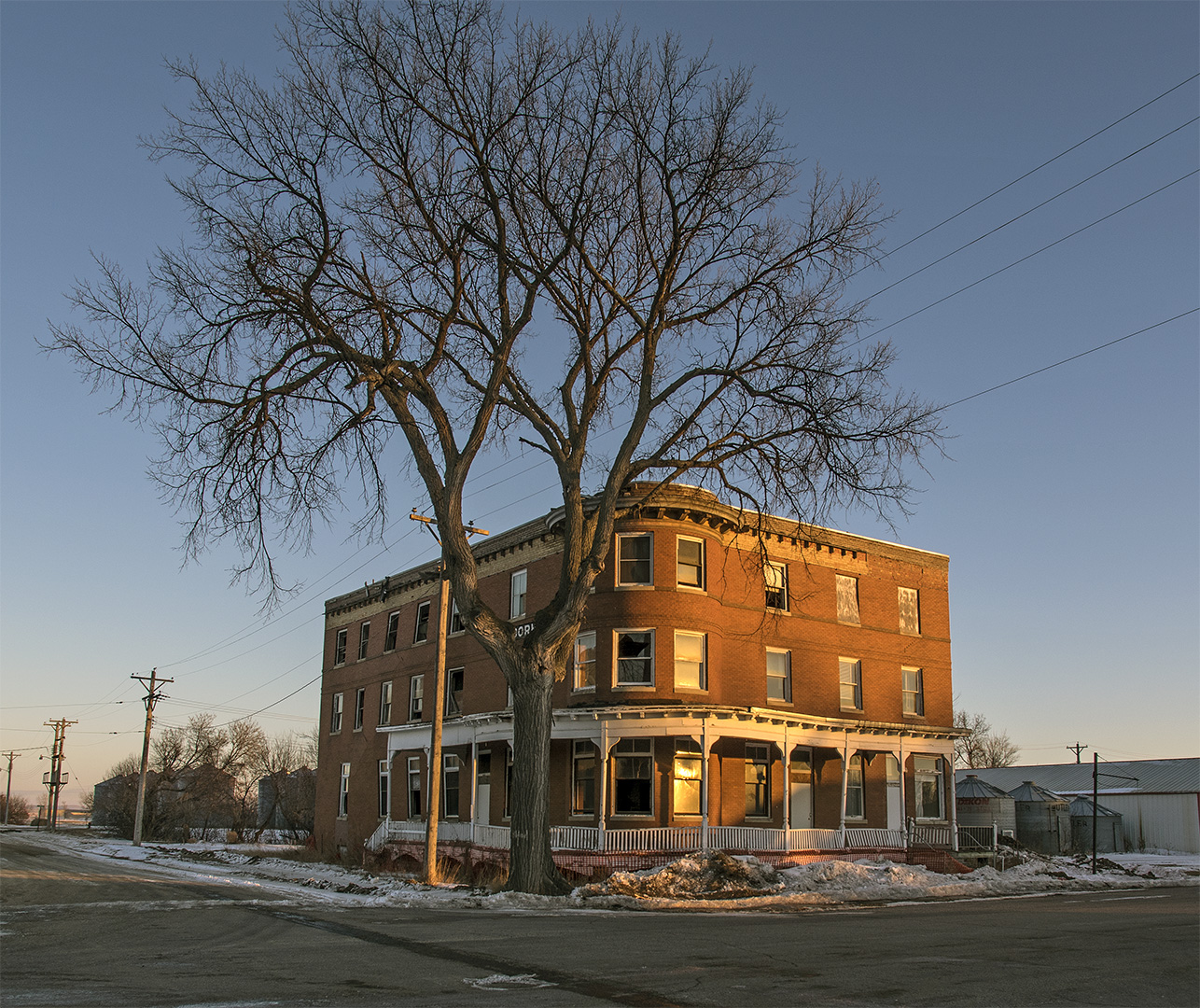
Das Waldorf Hotel ist einer von elf Einträgen des Countys im NRHP.

Elf Bauwerke und Stätten des Countys sind im National Register of Historic Places (NRHP) eingetragen (Stand 30. Juli 2018).

## Städte und Gemeinden
Städte (cities)
- Bristol
- Waubay
- Webster

Gemeinden (towns)
- Andover
- Butler
- Grenville
- Lily
- Pierpont
- Roslyn

Gemeindefreie Dörfer
- Crandall